# Solange Frazão
Solange Hochgreb Frazão (São Paulo, 28 de dezembro de 1962) é uma apresentadora, personal trainer e ex-modelo brasileira. Tornou-se conhecida em 1982 como vice-Miss Brasil.

## Carreira
Filha de Nilza Hochgreb e Edson Frazão, possui ascendência indígena e alemã. Tornou-se nacionalmente conhecida em 1982 como Miss São Paulo e vice-Miss Brasil, perdendo para Celice Pinto Marques. Como personal trainer foi instrutora de diversos artistas e lançou uma série de VHS e DVDs com treinos especializados, além de ter sido colaboradora de marcas de roupas fitness.
A partir da década de 1990 também se destacou como apresentadora, com passagens pelas emissoras Band, Rede Mulher, Rede 21 e Rede TV!, tendo comandado os programas Dia a Dia, Estilo Saúde, Passo a Passo e Bom Dia Mulher.

## Vida pessoal
De 1981 a 1991 foi casada com o empresário Paulo Roberto Saraiva Figueiredo, com quem teve seus três filhos: Bruna (1985), Thábata (1987) e Lucca (1990). Entre 1999 e 2001 foi casada com o ator Humberto Martins, de quem se separou após descobriu uma traição. Entre 2013 e 2019 namorou o italiano Pyero Tavolazz.